# Raymond Herrera
Raymond Herrera (18 de diciembre de 1972) es un músico, productor y famoso baterista de metal extremo. Fundador de la banda de metal industrial Fear Factory que hasta el año 2009 formó parte. También fue baterista de la banda mexicana de Grindcore Brujería donde era conocido como "El Greñudo". Su estilo era considerado como el sello de identidad de la banda, usando disparadores en su set de batería. Mientras muchos elogiaban su estilo y el uso de disparadores otros consideraban que al usarlos su sonido no era natural. Herrera los usaba porque al tocar tan rápido el sonido se amortiguaba y con ellos el sonido era más limpio. Otra razón era porque así producía un sonido diferente siendo su sello de identidad.

## Curiosidades
- Apareció en un episodio del espectáculo G4 “Attack of the Show”.
- Raymond es un apasionado de los videojuegos. Su pasión le ha llevado a crear una compañía llamada 3evolution Production que produce canciones originales, remixes, ambientes y voces para juegos de ordenador.
- Raymond Herrera grabó la batería para la comedia independiente "The Unlovable Losers" producida por by Mindless Films Production.
- Raymond Herrera no está relacionado con el grupo musical Suicidal Tendencies.

## Discografía
Fear Factory
- Demo 1 (1991)
- Soul of a New Machine (1992)
- Demanufacture (1995)
- Obsolete (1998)
- Digimortal 2001)
- Concrete (2002)
- Archetype (2004)
- Transgression (2005)

Brujería
- Matando Güeros (1993)
- Raza Odiada (1995)
- Brujerizmo (2000)

Asesino
- Corridos de muerte (2002)

Phobia
- Return To Desolation EP (1993)

Arkaea
- Years In The Darkness (2009)